# الدوري الألماني الدرجة الرابعة
الدوري الألماني الدرجة الرابعة أو ريغيوناليغا ( تُلفظ بالألمانية: [ʁeɡi̯oˈnaːlˌliːɡa] ) هو المستوى الرابع في نظام الدوري الألماني لكرة القدم. حتى عام 1974، كان المستوى الثاني في ألمانيا. في عام 1994، تم تقديمه على أنه المستوى الثالث. عند إنشاء دوري الدرجة الثالثة في عام 2008، أصبح المستوى الرابع.

## تاريخ

### 1963-1974
من إدخال البوندسليجا في عام 1963 حتى تشكيل بوندسليغا 2 عام 1974 ، كانت هناك خمس ريجيوناليجا، والتي شكلت المستوى الثاني لكرة القدم الألمانية:
- Regionalliga Nord، (تغطي ولايات ساكسونيا السفلى وشليزفيغ هولشتاين وبريمن وهامبورغ)
- Regionalliga West (تغطي ولاية شمال الراين - وستفاليا)
- Regionalliga Berlin، (تغطي برلين الغربية)
- Regionalliga Südwest، (تغطي ولايتي راينلاند بالاتينات وسارلاند)
- Regionalliga Süd، (التي تغطي ولايات بافاريا، هيسن، بادن فورتمبيرغ)